# GKPB
Geek Publicitário, ou GKPB, é um portal de notícias diárias, especializado na cobertura dos principais lançamentos, eventos e movimentos do mercado publicitário, e que fala de forma descomplicada sobre a cultura geek inserida no mundo da publicidade. Ao longo dos anos, tornou-se fonte de referência à informação para outros veículos de comunicação nacionais.

## Histórico
O Geek Publicitário foi fundado em maio de 2013, por Matheus Ferreira, que na ocasião cursava o último ano da faculdade de publicidade. Inicialmente surgiu como um blog que tinha com o intuído, produzir conteúdo sobre a cultura geek inserida no mundo publicitário. Com o passar do tempo, o portal expandiu sua comunicação para as redes sociais e também passou a produzir conteúdo informativo no youtube. Em 2019, passou também a produzir séries originais, e em 2021, lançou o podcast Break Publicitário, voltado ao marketing e a comunicação.
No período que o site era hospedado em um servidor compartilhado, por algumas vezes chegou a sair do ar, devido ao alto número de visitas diárias em uma única publicação, como quando publicou com exclusividade o lançamento do hambúrguer Grand Cheddar Mcmelt, da franquia Mc Donalds e quando anunciou a inauguração de um bar com temática Harry Potter, em São Paulo.
Por dois anos consecutivos, o portal foi vencedor do Prêmio Influenciadores Digitais, promovido pela revista Negócios da Comunicação, na categoria Mídia e Comunicação, através do voto técnico e também do voto popular.
Em outubro de 2021, o Geek Publicitário, representado por Metheus Ferreira, foi homenageado durante a cerimônia de entrega de troféus do Prêmio Marcas e Personagens, promovido pelo EP Grupo, recebendo um troféu na categoria Digital Content Creator.
Segundo Matheus Ferreira, fundador do Geek Publicitário, em entrevista concedida ao podcast Eu e o Mundo Show, em agosto de 2021, a equipe do GKPB é composta por apenas quatro pessoas, responsáveis por toda curadoria e produção de conteúdo.

## Polêmicas
Durante 4 anos, o GKPB sofreu perseguição de uma rede de fast food, por estar divulgando seus lançamentos sem autorização prévia, e também pelo mesmo motivo, em 2021, passou a receber notificações extrajudiciais de uma marca de sandálias, assim como ligações da assessoria de imprensa da mesma, solicitando a remoção do conteúdo publicado referente aos seus produtos. Ao longo dos anos o fundador do blog chegou a responder judicialmente por publicar uma matéria sobre uma planilha do Google Docs, criada anonimamente, que tinha como intuito reunir opiniões negativas sobre algumas agências de publicidade de São Paulo. Em junho de 2020 ao desenvolver uma campanha voltada ao mês da visibilidade LGBT, quando o blog, momentaneamente mudou o seu nome para Gay Publicitário, chegou a sofrer represália por parte de sua audiência, que argumentava que a campanha estava inviabilizando os protestos do movimento Black Lives Matter, que ocorria simultaneamente.

## Estatísticas
Em 2017, segundo o fundador do Geek Publicitário, em entrevista concedida ao Publicitários Criativos, o blog recebia cerca de 300 mil acessos por mês. Já em 2019, segundo o levantamento feito pela Agência Aza, o site recebia mensalmente, 466 mil visitantes e 536 mil visualizações de páginas. Segundo Matheus, em entrevistas a alguns viculos de comunicação, no ano de 2021 o blog passou a receber cerca de 1 milhão de acessos mensais, alcançado 3,4 milhões de acessos no mês de abril.

## Séries originais
| Ano  | Nome                                            | Episódios |
| ---- | ----------------------------------------------- | --------- |
| 2019 | Como Cheguei Lá                                 | 5         |
| 2021 | Nestlé apresenta iniciativa Geração Que Faz Bem | 1         |
| 2021 | Os Próximos Passos by Johnnie Walker            | 3         |

## Prêmios
| Ano  | Prêmio                          | Categoria               | Resultado |
| ---- | ------------------------------- | ----------------------- | --------- |
| 2016 | Prêmio Influenciadores Digitais | Mídia e Comunicação     | Venceu    |
| 2017 | Prêmio Influenciadores Digitais | Mídia e Comunicação     | Venceu    |
| 2021 | Prêmio Marcas e Personagens     | Digital Content Creator | Venceu    |